# Joachim Albert van Pruisen

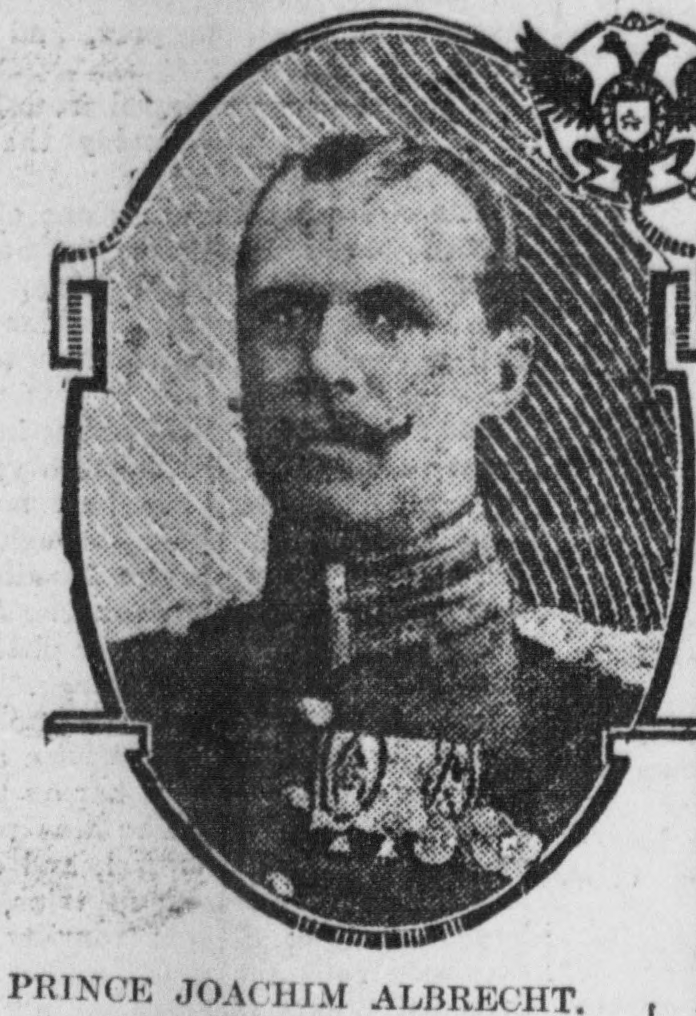
Joachim Albert van Pruisen, circa 1904.

Willem Frederik Karel Ernst Joachim Albert van Pruisen (Hannover, 27 september 1876 - Berlijn, 24 oktober 1939) was een Pruisische officier, componist en prins uit het huis Hohenzollern.

## Levensloop
Joachim Albert was de tweede zoon van prins Albert van Pruisen uit diens huwelijk met Maria van Saksen-Altenburg, dochter van hertog Ernst I van Saksen-Altenburg. 
Hij studeerde rechten aan de Rheinische Friedrich-Wilhelms-Universiteit in Bonn en werd hij in 1895 lid van het studentencorps Borussia Bonn. Na zijn studies begon hij een officiersloopbaan. In 1902 werd hij hopman en compagniehoofd van het grenadiersregiment Koningin Augusta. In de Eerste Wereldoorlog raakte hij als luitenant-kolonel zwaargewond. Dit betekende het einde van zijn militaire carrière.
Sindsdien concentreerde hij zich als componist volledig op de muziek, nadat Joachim Albert reeds in zijn jonge jaren gecomponeerd, geschilderd en gedicht had. Hij gaf in Duitsland concerten van zijn composities, waarbij hij optrad als dirigent. In 1926 nam hij tevens een uitnodiging aan om in de Verenigde Staten een concerttournee voor goede doelen te houden. Bij deze tournee trad Joachim Albert echter niet op als dirigent.
Op 3 september 1919 huwde hij in Bad Ischl met Marie Blich-Sulzer (1872-1919). Omdat ze gescheiden was van haar eerste echtgenoot, werd het huwelijk door zijn familie niet erkend en al snel weer ontbonden. Op 9 oktober 1920 huwde hij in Wenen met zijn tweede echtgenote Karoline Stockhammer (1891-1952), van wie hij in 1936 alweer scheidde. Beide huwelijken bleven kinderloos. 
Joachim Albert van Pruisen stierf in oktober 1939.
- Bibliothèque nationale de France: cb169497819 (data)
- Gemeinsame Normdatei: 103907300
- International Standard Name Identifier: 0000 0000 5704 1234
- Virtual International Authority File: 11487046
- WorldCat: E39PBJpymy8fg3PxykJyQv67pP